# BALLAD (lynch.の曲)
「BALLAD」（バラッド）は、lynch.のメジャー3枚目のシングルである。2013年2月20日にキングレコードから発売された。

## 収録曲
1. BALLAD
2. CRYSTALIZE